# Данильченко, Алексей Васильевич
Алексей Васильевич Данильченко (бел.  Аляксей Васільевіч Данільчанка; род. 25 февраля 1959, Ухтинский район, Коми АССР) — белорусский учёный-экономист. Проректор по учебной работе Белорусского государственного университета.

## Биография
В 1976 году окончил с золотой медалью среднюю школу № 2 в городском посёлка Корма Гомельской области Белорусской ССР. В 1981 году окончил отделение политической экономии Белорусского государственного университета.
В 1981–1984 годах обучался в аспирантуре на кафедре политэкономии естественных факультетов БГУ. В 1985 году в БГУ защитил кандидатскую диссертацию на тему «Политэкономические аспекты становления и развития производственной инфраструктуры в агропромышленном комплексе», а в 1998 году — докторскую диссертацию «Интернационализация предпринимательства: сравнительный анализ теории и практики» по специальности 08.00.01 — политическая экономия.
Свою трудовую деятельность Данильченко начал в 1984 году в качестве преподавателя, старшего преподавателя и доцента на кафедре политэкономии в Белорусском политехническом институте, а по совместительству — заместителем декана по работе с иностранными студентами.
В 1988—1991 годах работал ведущим специалистом в отделе общественных наук управления высшей школы и науки в Министерстве народного образования БССР, занимался вопросами экономического образования.
С 1991 по 1994 работал в Национальном институте образования заведующим лабораторией исторического и социально-экономического образования. Основная проблематика научных исследований — экономическая подготовка в вузах и профессионально-ориентированное экономическое образование в школе и его научно-методическое обеспечение. Участвовал в разработке учебных программ по экономическим дисциплинам и написании ряда учебных пособий по экономической теории и предпринимательской деятельности. В 1997—1999 гг. работал ведущим научным сотрудником, деканом магистерской подготовки в Национальном институте образования.
Данильченко работает на факультете международных отношений БГУ с момента его основания (1995 год) в качестве доцента, а затем и профессора кафедры международных экономических отношений. В 2006 году он был избран, а в 2011 году переизбран на должность заведующего кафедрой международных экономических отношений. Читает учебные курсы: основы менеджмента, международный менеджмент, международный бизнес, стратегии интернационализации фирмы. Руководит дипломными и магистерскими работами на отделении мировой экономики. Осуществляет научное руководство аспирантами и соискателем. Подготовил 6 кандидатов экономических наук по специальности 08.00.14 — мировая экономика.
В 1999—2001 годах работал проректором по учебной работе и международным связям в Белорусской государственной академии физической культуры.
В 2007 году присвоено ученое звание профессора по специальности «экономика».
Проходил стажировку в Марбургском университете (ФРГ, в 1991/1992 уч. г.), в Академии экспорта земли Баден-Вюртемберг (Ройтлинген, ФРГ, 1996 г.), Католическом университете (Неймеген, Нидерланды, 1997 г.), Магдебургском университете (ФРГ, 1997 г.), Институте мировой экономики (г. Киль, ФРГ, 2002, 2005, 2008, 2011 годы). Является членом специализированных советов по защите кандидатских диссертаций в БГУ по специальностям 08.00.01 — экономическая теория и 08.00.05 — экономика и управление народным хозяйством, и в Научно-исследовательском экономическом институте Министерства экономики Республики Беларусь по специальностям 08.00.14 — мировая экономика и 08.00.05 — экономика и управление народным хозяйством. Является председателем редакционной коллегии сборника научных статей «Беларусь и мировые экономические процессы», и членом редакционного совета «Журнала международного права и международных отношений» в БГУ, «Вестника БГПУ. Сер.2», «Гуманитарно-экономического вестника» и ряда других научных изданий.
Научные интересы лежат в области интернационализации экономики и процессов транснационализации капитала и производства, мировой конъюнктуры. Имеет около 100 публикаций, в том числе автор и соавтор 7 монографий.